# Rua XV de Novembro (Blumenau)

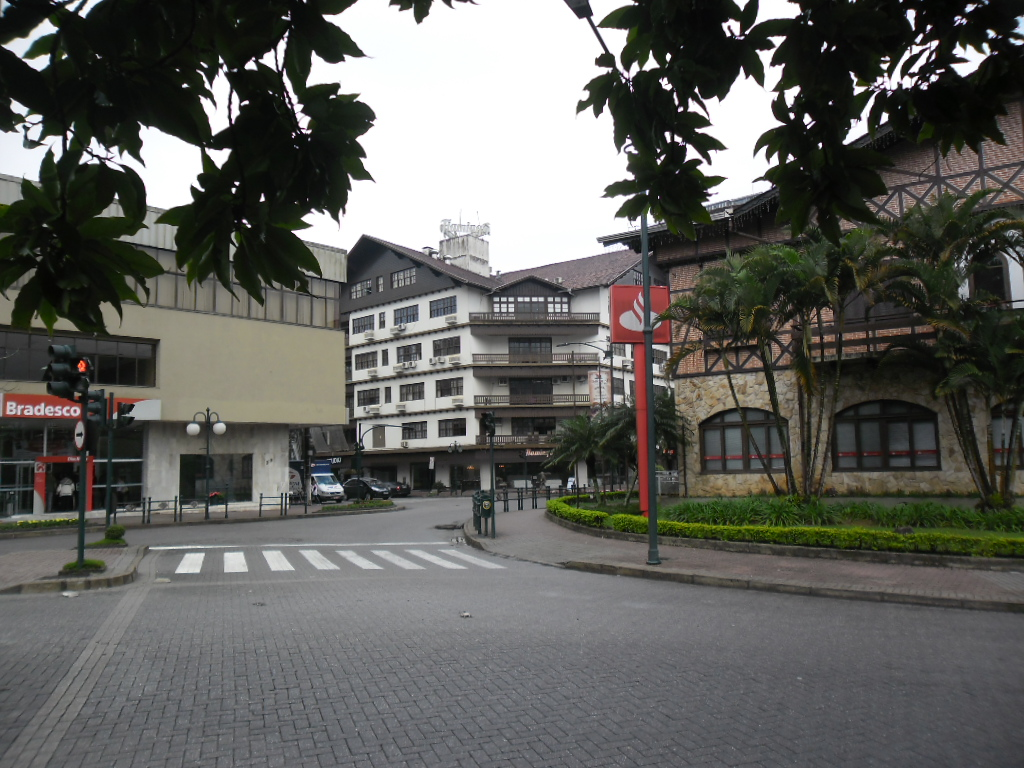
Rua XV de Novembro

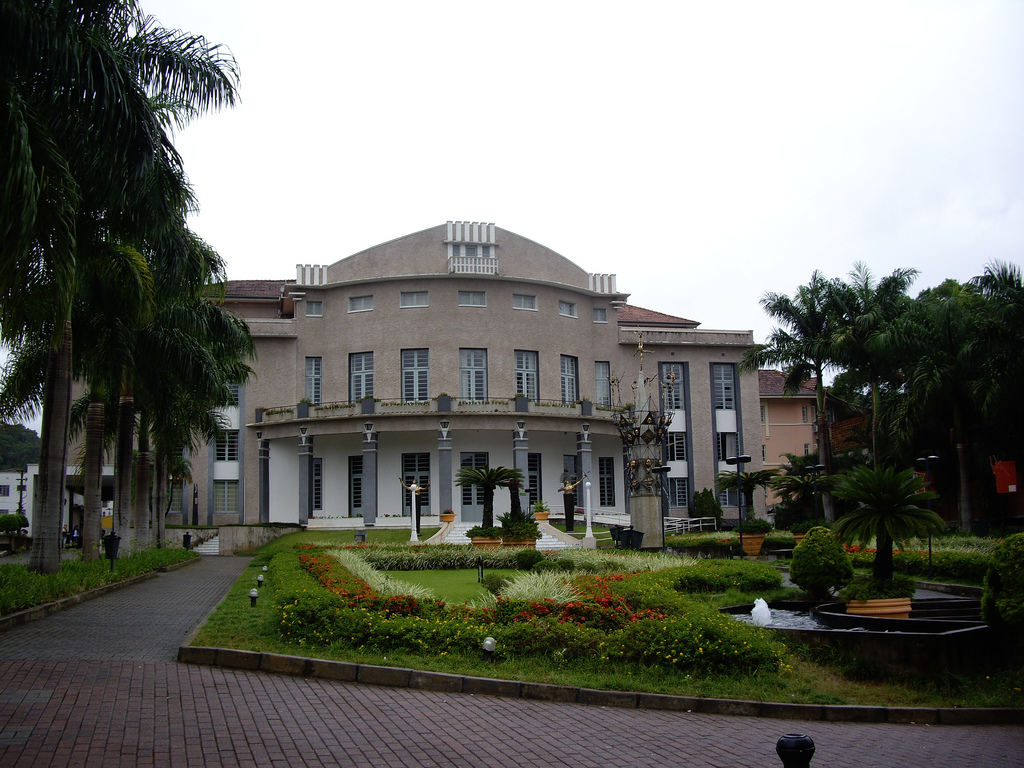
Teatro Carlos Gomes

A XV de Novembro, por vezes grafada como Quinze de Novembro ou então pela forma coloquial XV/Quinze, é uma rua localizada na região central da cidade de Blumenau, Brasil.
[carece de fontes?]
[carece de fontes?] Também destaca-se por abrigar o stammtisch municipal e os desfiles alegóricos da Oktoberfest de Blumenau. [carece de fontes?]